# Case Western Reserve University
Uniwersytet Case’a i Western Reserve (ang. Case Western Reserver University) – amerykański uniwersytet niepubliczny w Cleveland w stanie Ohio. 
Powstał w 1967 przez połączenie dwóch usytuowanych bliski siebie uczelni:  Uniwersytetu Western Reserve (założonego w 1826 w Hudson jako Western Reserve College a w 1882 przeniesionego do Cleveland i przemianowanego na Adelbert College of Western Reserve University; pierwotna nazwa i część drugiej od historycznego terytorium Connecticut Western Reserve) oraz Instytutu Technicznego Case’a (Case Institute of Technology, założonego w 1880 w Cleveland jako Case School of Applied Science; nazwa na cześć Leonarda Case’a, fundatora tej uczelni).

## Z historii
W 1887 przeprowadzono tu słynne doświadczenie Michelsona-Morleya, w którym fizycy zdyskredytowali istnienie eteru kosmicznego. Eksperyment ten wykazał, że prędkość światła w próżni jest stała w układzie odniesienia źródła, co otworzyło drogę do teorii eteru Lorentza, emisyjnych teorii światła i wreszcie szczególnej teorii względności Einsteina (w 1905).  Albert Abraham Michelson, wtedy profesor Szkoły Nauki Stosowanej Case’a (Case School of Applied Science), został pierwszym amerykańskim fizykiem, który otrzymał Nagrodę Nobla (w 1907). Edward Morley był w tym czasie profesorem Uniwersytetu Western Reserve.

## Czasy współczesne
Jako jedną z pierwszych uczelni podłączono go w 1971 do sieci ARPANET. Uniwersytet należy do konsorcjum uniwersyteckiego wdrażającego techniki szybkiego transportu danych, Internet2.
Przy katedrze antropologii i archeologii działa Centrum Badań Tybetańskich (w którym pracował Melvyn Goldstein), utrzymujące ekstensywne wolne archiwum sieciowe przedruków prac naukowych i prac doktorskich w dziedzinie tybetystyki, w tym dotyczące poliandrii w Tybecie.
Na uczelni działa 19 drużyn sportowych w różnych dyscyplinach, znanych pod nazwą Case Western Reserve Spartans. Rywalizują one w NCAA Division III, a dokładniej w konferencji University Athletic Association.